# Cicer reticulatum
Cicer reticulatum là một loài thực vật có hoa trong họ Đậu. Loài này được Ladiz. miêu tả khoa học đầu tiên.